# Ufficio dei trasporti della città di Kagoshima
L'Ufficio dei trasporti della città di Kagoshima (鹿児島市交通局?, Kagoshima-shi Kōtsūkyoku) è il dipartimento dei trasporti della città di Kagoshima, nella prefettura di Kagoshima, in Giappone. L'ufficio gestisce linee di tram e autobus della città.

## Storia
Nel 1912 fu realizzata la prima linea del tram di Kagoshima, operava sull'attuale linea Taniyama. Nel 1928 la città di Kagoshima acquisisce la Tramvia elettrica di Kagoshima (鹿児島電気軌道株式会社?, Kagoshima denki kidō kabushikigaisha) e istituisce l'Ufficio per l'elettricità della città di Kagoshima, eredita 51 tram e 3 vagoni merci avviando così l'attività tranviaria. L'8 aprile 1931 assorbe la Kagoshima Bus Company, avviando i servizi di autobus e rendendo di proprietà comunale molte delle linee di autobus della città di Kagoshima.
Il 24 ottobre 1944 viene riorganizzato come Dipartimento del traffico della città di Kagoshima. A causa dei raid aerei del 1945, solo 3 dei 62 treni rimasero intatti e operativi. Il 1º ottobre 1952 viene riorganizzato come Ufficio dei trasporti della città di Kagoshima. 
Il 15 gennaio 2002 entra in funzione il treno a pianale ultra-ribassato (U-Tram). Inizialmente, sono state introdotte tre carrozze, con altri tre veicoli aggiunti tra maggio 2004 e marzo 2005. Attualmente ci sono un totale di nove veicoli in funzione sulla linea. Il 26 aprile 2007 sono entrati in funzione due treni articolati a pianale ultra-ribassato (Utram II), mentre il 30 marzo 2017 sono entrati in funzione due treni a pianale ultra ribassato (Utram III).

## Tram

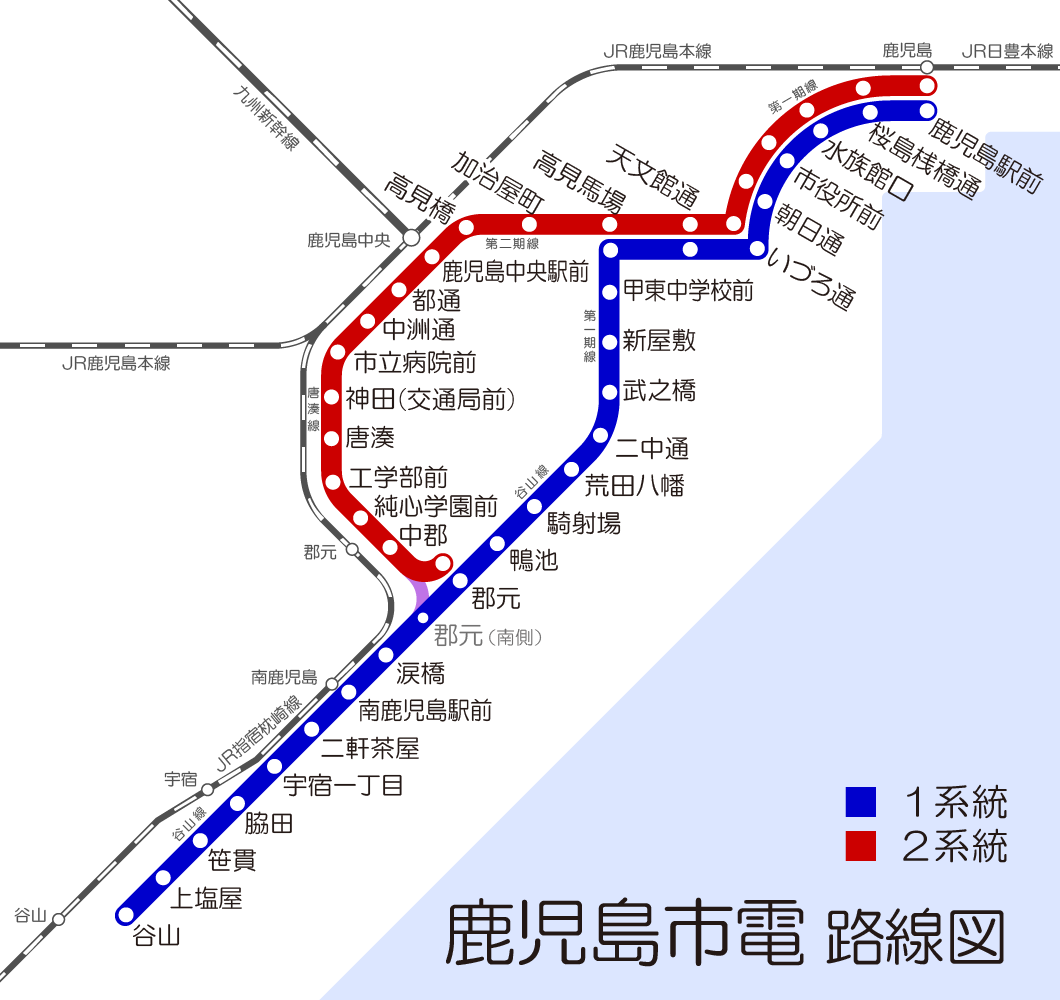
Percorso tram

Il tram di Kagoshima (鹿児島市電?, Kagoshima shiden) è la rete tramviaria di Kagoshima.
Si compone di due linee che corrono su un tronco comune dalla stazione nord (stazione di Kagoshima) al centro della città, dove si diramano. La linea 1 prosegue verso sud fino a Taniyama, mentre la linea 2 curva attraverso la stazione principale (Kagoshima-chūō) e parallelamente alla Linea Ibusuki Makurazaki della JR fino al capolinea di Kōrimoto, dove si ricongiunge alla linea 1.
Questa è l'attività tranviaria più meridionale del Giappone. Circa 10 milioni di persone utilizzano la linea ogni anno, con tassi di utilizzo particolarmente elevati tra Taniyama e Tenmonkan-dōri e tra la stazione di Kagoshima-Chūō e Izuro-dōri

### Linee e percorsi
- Linee : Ufficialmente ci sono quattro linee per una distanza totale di 13,1 km.
  - Linea Dai-Ikki (第一期線?, Linea Fase 1): Takenohashi — Kagoshima-Ekimae[3]
  - Linea Dai-Niki (第二期線?, Linea Fase 2): Takamibaba — Kagoshima-Chūō-Ekimae[3]
  - Linea Taniyama (谷山線?) : Takenohashi — Taniyama[3]
  - Linea Toso (唐湊線?) : Kagoshima-Chūō-Ekimae — Kōrimoto[3]
- Percorsi : Sono due i percorsi regolarmente in servizio che utilizzano una o più linee di cui sopra.
  - Itinerario 1 ( 1系統): Kagoshima-Ekimae — Takamibaba — Takenohashi — Kōrimoto — Taniyama[4]
  - Itinerario 2 ( 2系統): Kagoshima-Ekimae — Takamibaba — Kagoshima-Chūō-Ekimae — Kōrimoto[4]

I tram passano una volta ogni cinque minuti in genere, una volta ogni un minuto nelle sezioni più trafficate. La tariffa è di 170 yen per tutte le sezioni.

### Materiale rotabile
- 500 tipo 1 (501)
- 600 tipo 9 (601 - 603, 605, 611 - 615)
- 2100 tipo 2 (2101, 2102)
- 2110 tipo 3 (2111 - 2113)
- 2120 tipo 2 (2121, 2122)
- 2130 (2131, 2132)
- 2140 tipo 2 (2141, 2143)
- 15 Tipo 9500 (9501 - 9515) - Carrozzeria rinnovata del Tipo 800 (ex tram cittadino di Osaka Tipo 2601)
- 9700 tipo 2 (9701, 9702)
- 1000 tipo 9 (1011 - 1019) - Soprannome: Utram, struttura a 3 articolazioni
- 7000 tipo 4 (7001 - 7004) - Soprannome: Utram II, struttura a 5 articolazioni
- 7500 tipo 4 (7501 - 7504) - Soprannome: Utram III, struttura a 2 articolazioni
- 100 tipo (2ª generazione) 1 carrozza (101) - Soprannome: Kagoden (treno retrò turistico)[5]
- 20 carrozza tipo 1 (Fiore 3) - Treno fiori , ex 500 tipo 504
- 1 treno tosaerba - veicolo commerciale modificato tipo 500

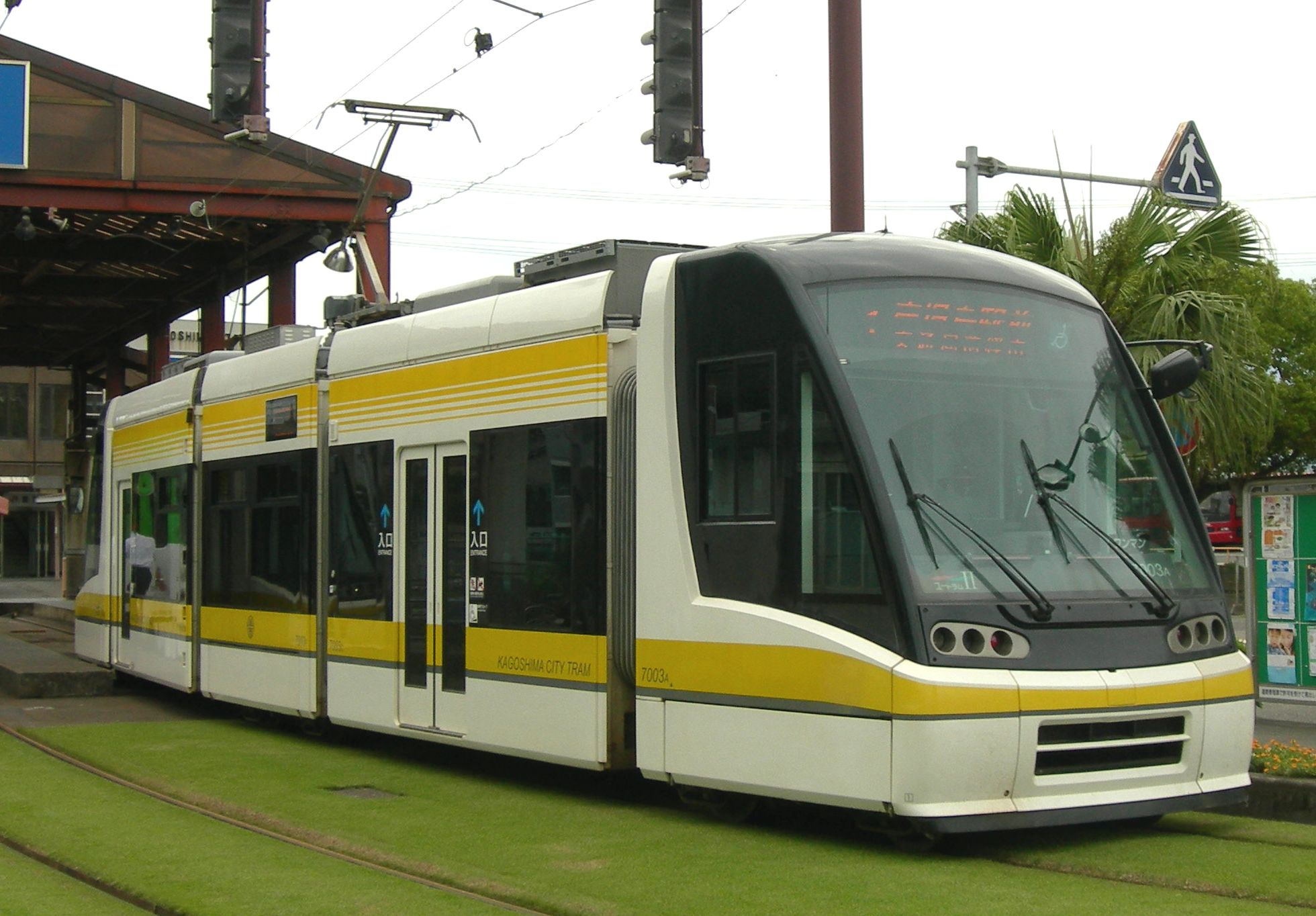
Serie 7000 (Utram II)
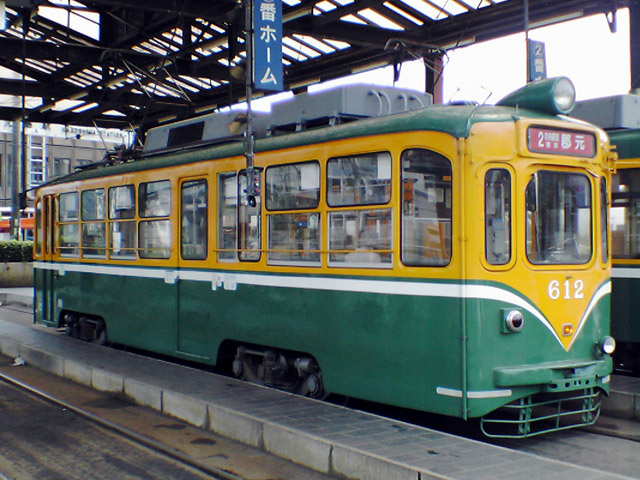
Serie 600
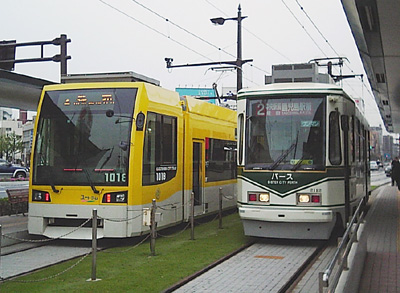
Serie 1000
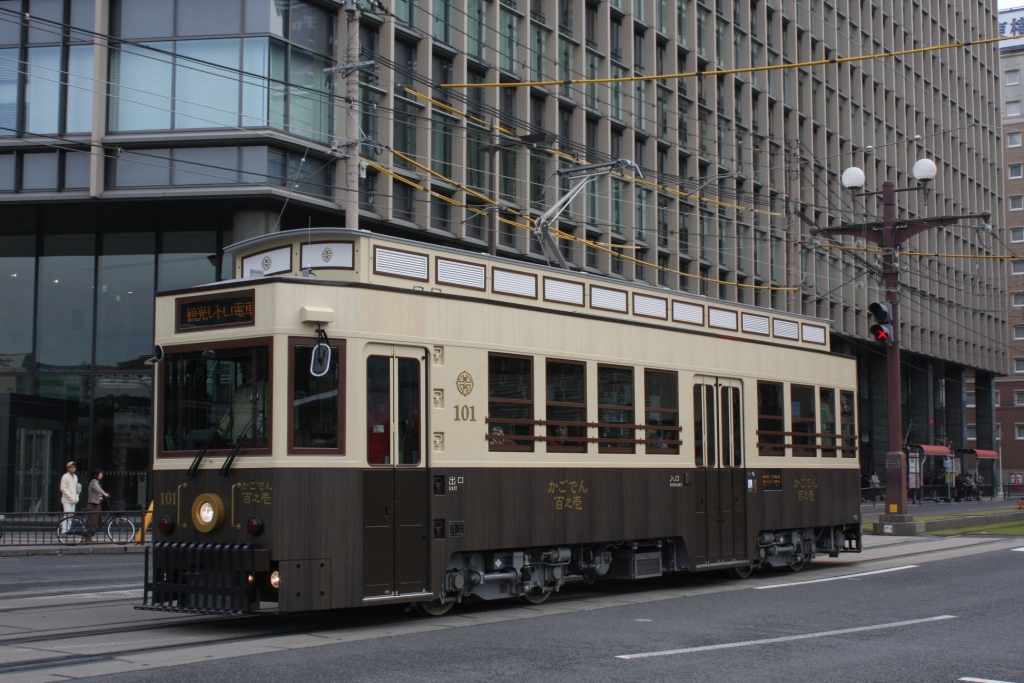
Tram "Kadogen" 100º anniversario

## Autobus
Il servizio autobus è attivo in tutta la città di Kagoshima, ma da novembre 2004 ha anche linee nell'ex area della città di Sakurajima, in quanto ha rilevato i servizi di autobus della città di Sakurajima. Gestisce anche la linea di autobus "Kagoshima City View", che porta i passeggeri alle attrazioni turistiche della città di Kagoshima, e la linea di autobus "Sakurajima Island View", che porta i passeggeri alle attrazioni turistiche della parte occidentale di Sakurajima. In passato, la società gestiva anche autobus turistici regolari.

### Linee
La rete si chiama Kagoshima shiei basu (鹿児島市営バス?, lett. Autobus gestiti dalla città di Kagoshima) o più semplicemente Shi basu (市バス?, Autobus urbani). Al 1º aprile 2017 contava 46 linee e 469 fermate.

### Materiale rotabile

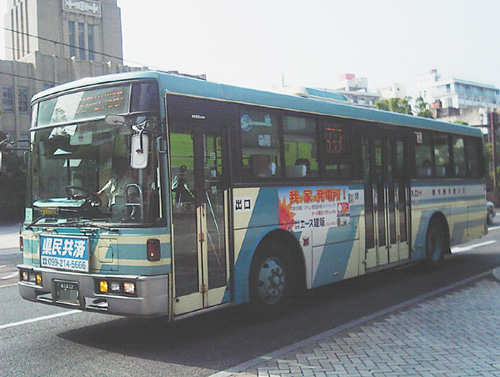
Autobus a due piani utilizzato sulle linee generali con la livrea attuale.
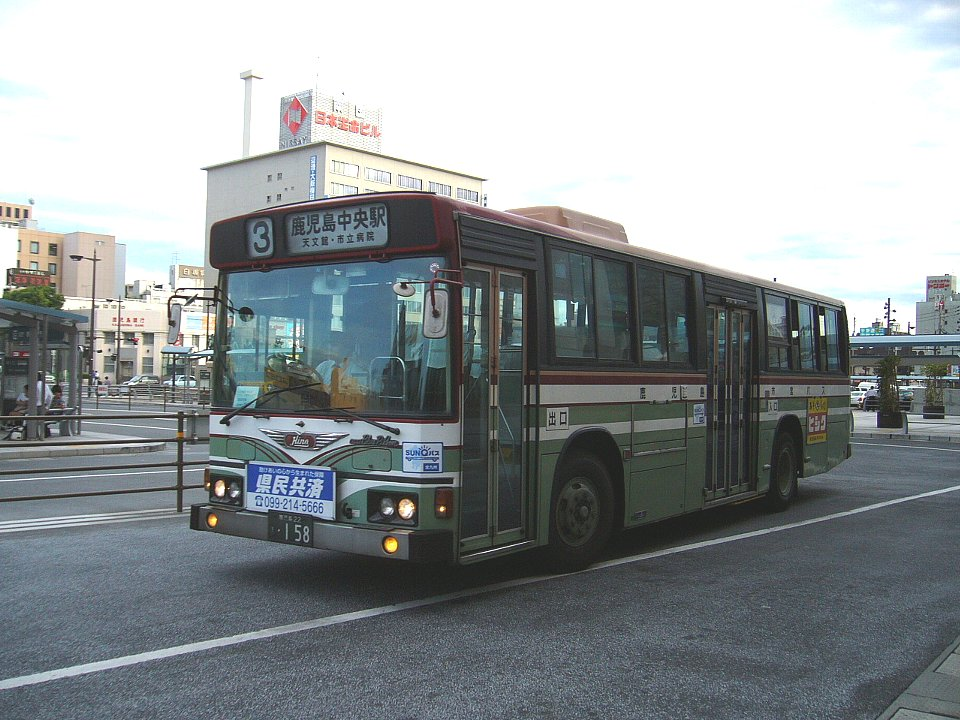
Autobus a due piani utilizzato sulle linee generali, con la livrea del 1989.
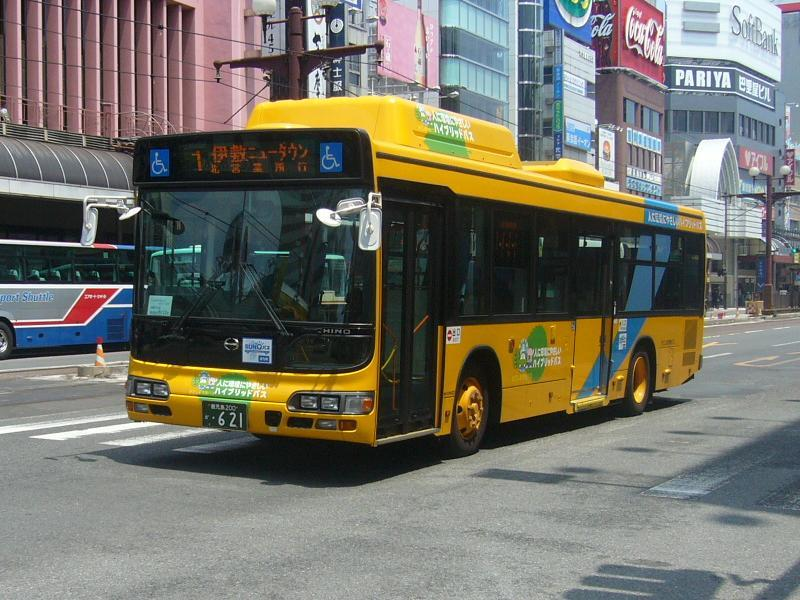
Autobus ibrido con accesso a livello.
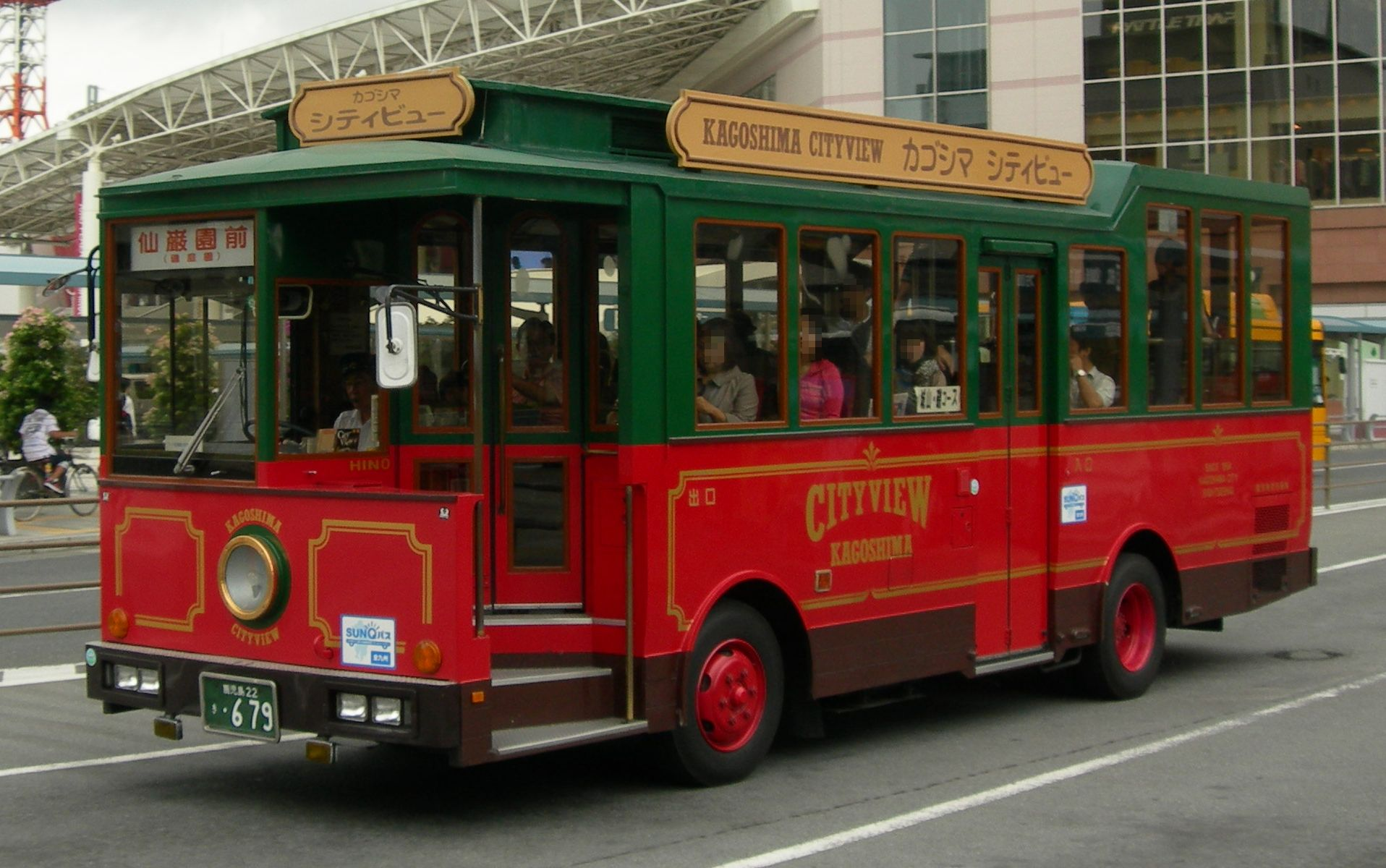
"Kagoshima City View" (linea Shiroyama/Iso).
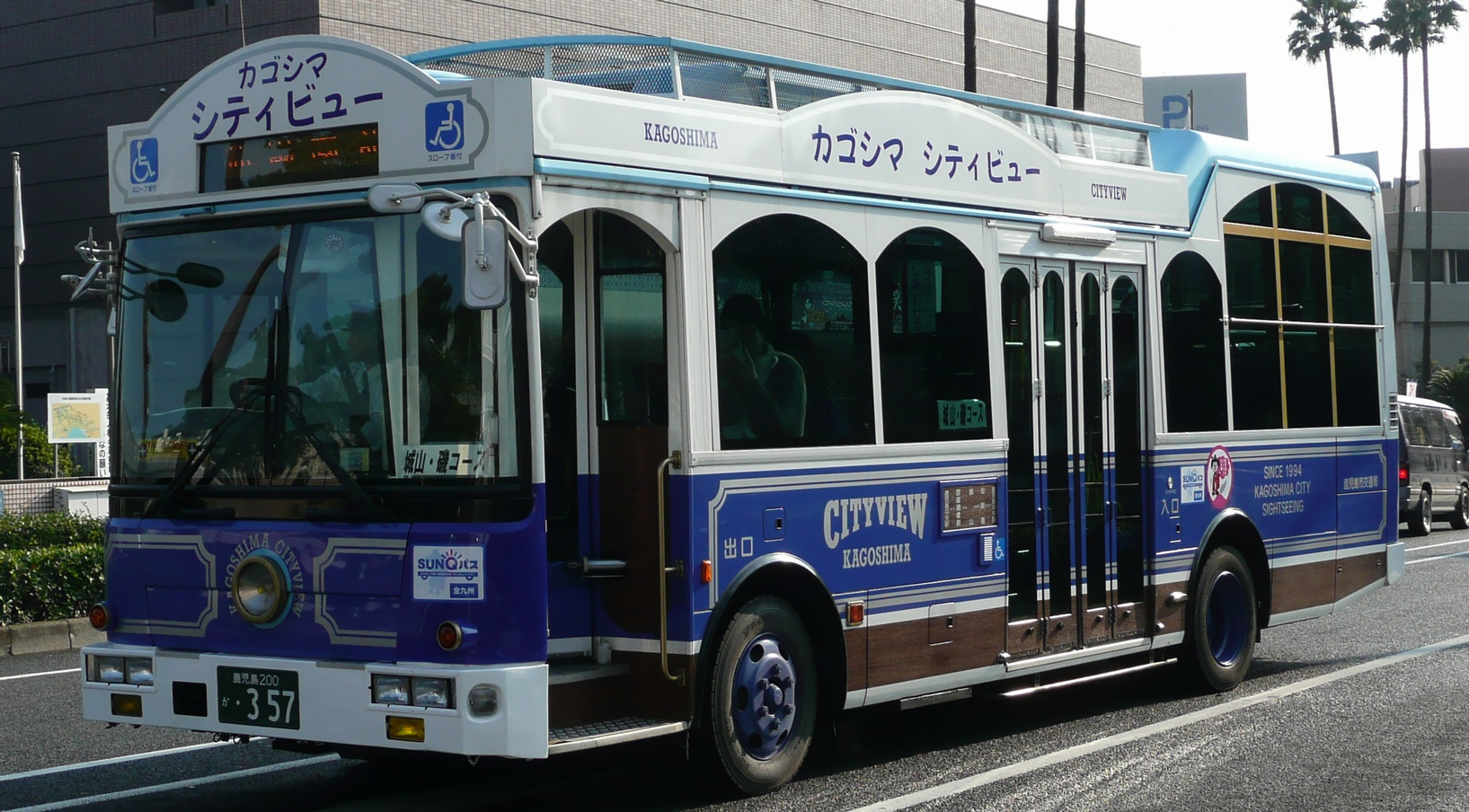
"Kagoshima City View" (linea Shiroyama/Iso), livrea secondaria.
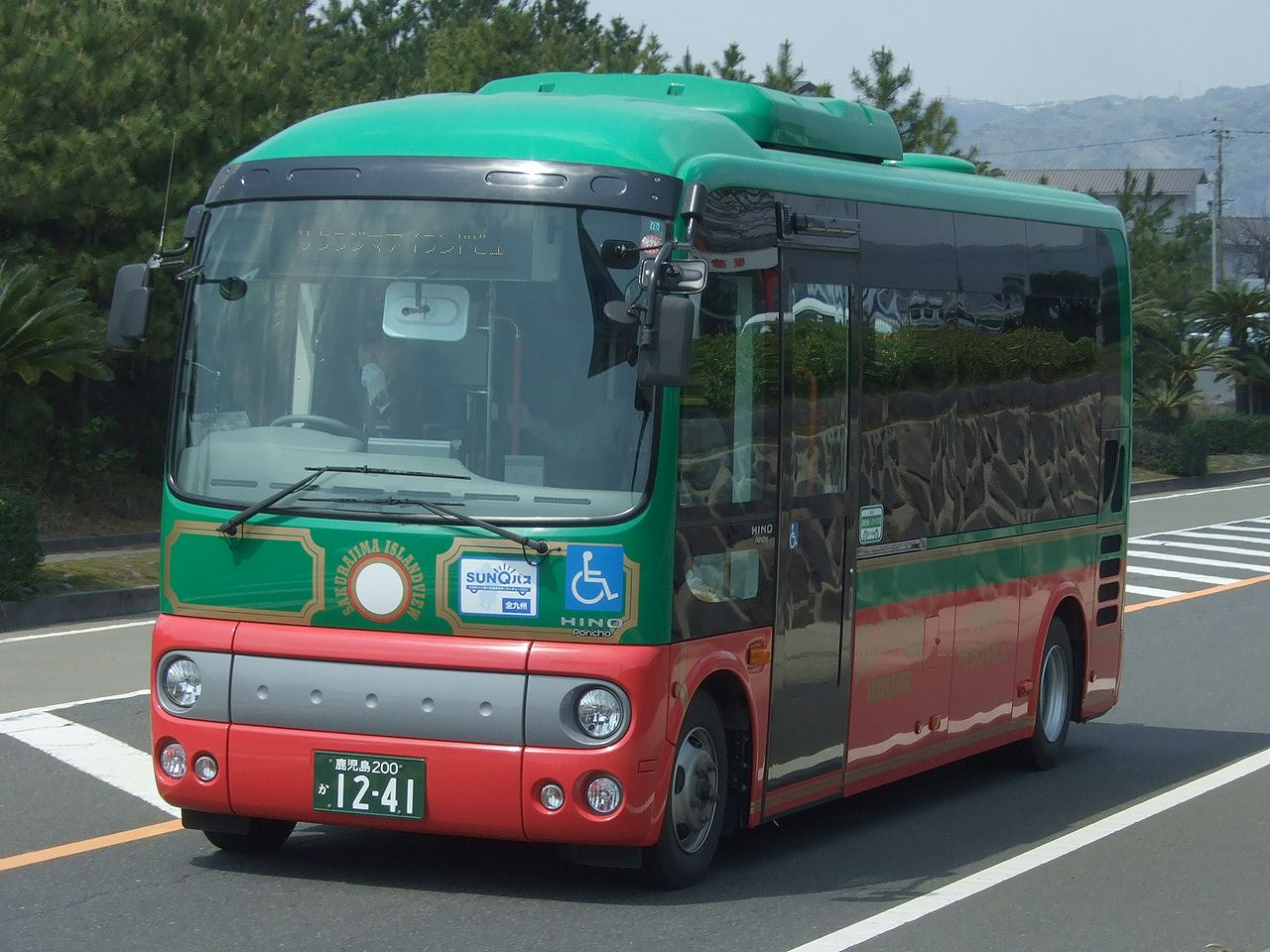
Veicolo “Sakurajima Island View”.
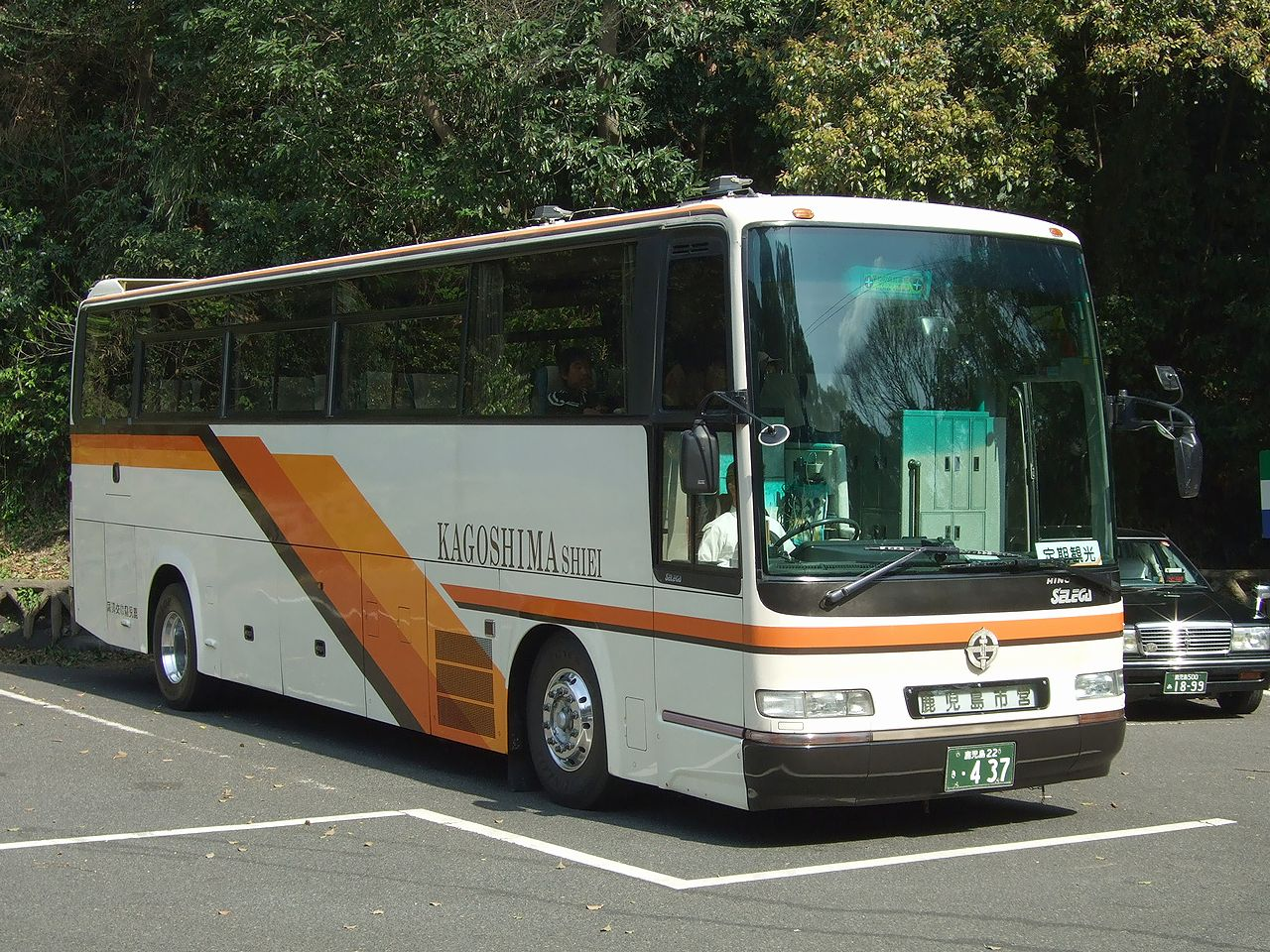
Un normale autobus turistico (Kagoshima History Exploration Course) che utilizza un veicolo noleggiato ordinato dalla stazione.
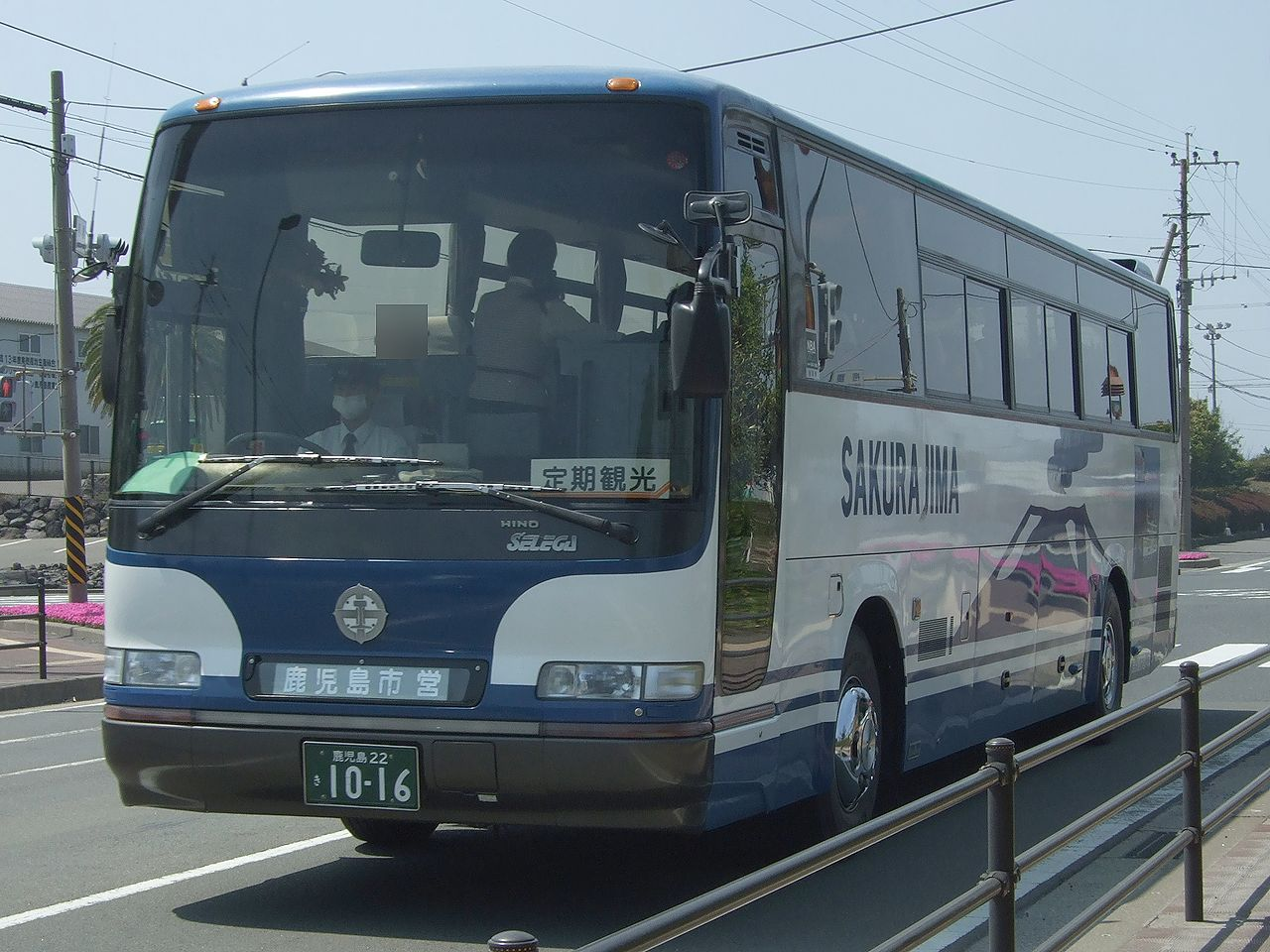
Un regolare autobus turistico (percorso naturalistico panoramico di Sakurajima) che utilizza auto a noleggio prelevate dalla città di Sakurajima.